# CAMP-zavisni put
U polju molekularne biologije, cAMP-zavisni put, takođe poznat kao adenilil ciklazni put, je GPCR-inicirana signalna kaskada koja se koristi u ćelijskoj komunikacijji.
Godine 1958, Erl Saderland otkrio je da je učinak adrenalina posredovan povećanjem unutarćelijske koncentracije cikličnog AMP (cAMP), što je dovelo do koncepta da je cAMP drugi glasnik u hormonskom signaliziranju (pri čemu je prvi glasnik sam hormon). Ciklični AMP nastaje iz ATP-a delovanjem adenil-ciklaze i razgradjuje se do cAMP-a delovanjem cAMP-fosfodiesteraze. Receptor za adrenalin je povezan sa adenil-ciklazom putem G-proteina koji podstiče enzimsku aktivnost, te tako povećava unutarćelijsku koncentraciju cAMP-a.

## Signaliziranje razgradnje glikogena
Signalizacija razgradnje glikogena je posredovana delovanjem proteina protein-kinaze zavisne o cAMP ili protein-kinaze A, enzima koju su 1968. godine otkrili Donal Walsh i Ed Krebs. Neaktivni oblik protein-kinaze A je tetramer, koji se sastoji od dve katalitičke i dve regulacione podjedinice. Ciklični AMP se vezuje za regulacione podjedinice i odvaja ih od katalitičkih. Slobodne katalitičke jedinice su tada enzimski aktivne, pa mogu fosforilisati serinske ostatke na ciljnim proteinima.
Protein-kinaza A fosforiliše dva ključna ciljna enzima. Prvi je druga protein-kinaza, fosforilaza-kinaza, koja se fosforilira i aktivira pomoću protein-kinaze A. Fosforilaza-kinaza potom fosforilira i potom aktivira glikogen-fosforilazu, koja katalizira razgradnju glikogena do glukoza-1-fosfata. Dodatno, protein-kinaza A fosforilira enzim glikogen-sintazu, koja katalizira sintezu glikogena. Muđutim, u ovom slučaju fosforilacija inhibira enzimsku aktivnost. Porast koncentracije cAMP i aktivacija protein-kinaze A tako onemogućuju dalju sintezu glikogena, dok istovremeno podstiču njegovu razgradnju.
- CAMP
- PKARII

## Elementi odgovora na cAMP
U brojnim životinjskim ćelijama, porast koncentracije cAMP aktivira transkripciju specifičnih ciljnih gena koji sadrže regulacione nizove nazvane elementi odgovora na cAMP ili CRE (cAMP response element). U ovom slučaju, signal se prenosi iz citoplazme u jedro podredstvom katalitičke podjedinice protein-kinaze A, koja može ući u jedro nakon odvajanja od regulacione podjedinice. Unutar jedra, protein-kinaza A fosforiliše transkripciju faktora nazvanog CREB (CRE-binding protein, protein koji veže CRE), te dovodi do aktivacije gena koji podstiče cAMP. Takva regulacija genske ekspresije pomoću cAMP-a ima važnu ulogu u regulaciji proliferacije, preživljavanja i diferencijacije različitih životinjskih ćelija.
Iako je većinja delovanja cAMP posredovana protein-kinazom A, cAMP takođe ima i ulogu regulacije jonskih kanala, nezavisno od fosforilacije proteina. Na taj način, cAMP deluje kao sekundarni glasnik u čulu mirisa. Mnogi receptori za prepoznavanje mirisa u senzornim neuronima nosa jesu receptori povezani s G-proteinima koji stimulišu adenil-ciklazu i dovode do porasta koncentracije unutarćelijskog cAMP-a. Umesto stimulisanja protein-kinaze A, cAMP  u ovom slučaju otvara Na kanale u ćelijskoj membrani, te dovodi do depolarizacije membrane i započinjanja nervnog implusa.

## Literatura
- The Cell: A Molecular Approach (treće izdanje). Geoffrey M. Cooper. 2003